# Hadjina wichti
Hadjina wichti är en fjärilsart som beskrevs av Hirschke 1904. Hadjina wichti ingår i släktet Hadjina och familjen nattflyn. Inga underarter finns listade i Catalogue of Life.